# Simetría temporal
La simetría temporal o simetría de inversión temporal es la simetría de las leyes físicas teóricas bajo una transformación de inversión del tiempo:
{\displaystyle T:t\mapsto -t.}
Aunque en ciertos contextos restringidos se puede encontrar que se cumple esta simetría, el universo observable en sí mismo no muestra simetría a la inversión temporal, principalmente debido a la segunda ley de la termodinámica. Por lo tanto se dice que el tiempo es no simétrico, o asimétrico.
Las asimetrías temporales se clasifican según sean debidas a las leyes dinámicas de la naturaleza, o a las condiciones iniciales de nuestro universo.
1. La asimetría T de la fuerza débil es del primer tipo, mientras
2. La asimetría T de la segunda ley de la termodinámica es del segundo tipo.

## Efecto de la inversión temporal sobre algunas variables de la física clásica

### Pares
Algunas variables clásicas que no cambian ante una inversión del tiempo son:
{\displaystyle {\vec {x}}\!}, Posición de una partícula en el espacio tridimensional
{\displaystyle {\vec {a}}\!}, Aceleración de una partícula
{\displaystyle {\vec {F}}\!}, Fuerza sobre una partícula
{\displaystyle E\!}, Energía de una partícula
{\displaystyle \phi \!}, Potencial eléctrico (tensión)
{\displaystyle {\vec {E}}\!}, Campo eléctrico
{\displaystyle {\vec {D}}\!}, Desplazamiento eléctrico
{\displaystyle \rho \!}, Densidad de carga eléctrica
{\displaystyle {\vec {P}}\!}, Polarización eléctrica
{\displaystyle \rho \!}, Densidad de energía del campo electromagnético
{\displaystyle \sigma _{ij}\!}, Tensor de Maxwell
Todas las masas, cargas, constantes de acoplamiento, y otras constantes físicas, salvo las relacionadas con la fuerza débil.

### Impares
Algunas variables clásicas que cambian de signo ante una inversión temporal:
{\displaystyle t\!}, Instante en que se produce un evento
{\displaystyle {\vec {v}}\!}, Velocidad de una partícula
{\displaystyle {\vec {p}}\!}, Momento lineal de una partícula
{\displaystyle {\vec {l}}\!}, Momento angular de una partícula (orbital y de espín)
{\displaystyle {\vec {A}}\!}, Vector potencial electromagnético
{\displaystyle {\vec {B}}\!}, Inducción magnética
{\displaystyle {\vec {H}}\!}, Campo magnético
{\displaystyle {\vec {j}}\!}, Densidad de la corriente eléctrica
{\displaystyle {\vec {M}}\!}, Magnetización
{\displaystyle {\vec {S}}\!}, Vector de Poynting
{\displaystyle {\mathcal {P}}\!}, Potencia (tasa de trabajo realizado).